# TT192
| g · r | A3 · B1 · Z2 | f |

| g · r | A3 · B1 · Z2 | f |

| Y3 |

| Y3 |

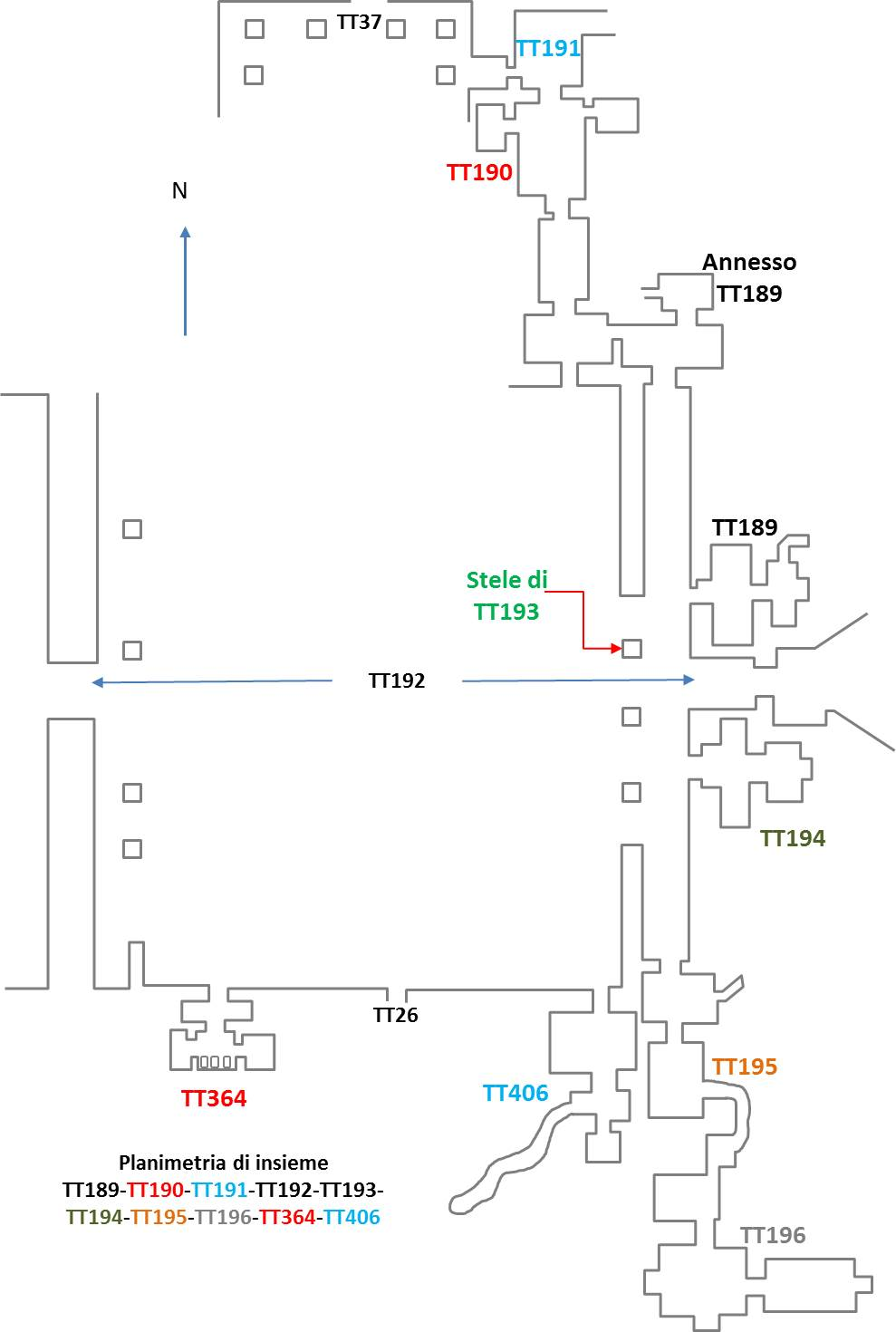
Planimetria dell'area in cui insistono le tombe TT189, TT190, TT191, TT192, TT193, TT194-TT195-TT196-TT364-TT406

TT192 (Theban Tomb 192) è la sigla che identifica una delle Tombe dei Nobili ubicate nell'area della cosiddetta Necropoli Tebana, sulla sponda occidentale del Nilo dinanzi alla città di Luxor, in Egitto. Destinata a sepolture di nobili e funzionari connessi alle case regnanti, specie del Nuovo Regno, l'area venne sfruttata, come necropoli, fin dall'Antico Regno e, successivamente, sino al periodo Saitico (con la XXVI dinastia) e Tolemaico.

## Titolare
TT192 era la tomba di:
| Titolare                  | Titolo                                      | Necropoli  | Dinastia/Periodo                                            | Note                    |
| ------------------------- | ------------------------------------------- | ---------- | ----------------------------------------------------------- | ----------------------- |
| Kharuef, detto anche Sesh | Amministratore della Grande sposa reale Tye | El-Assasif | XVIII dinastia (da Amenhotep III ad Amenhotep IV/Akhenaton) | accessibile dalla TT189 |

## Biografia
Siked, Scriba dell'esercito del Signore delle Due Terre, fu suo padre e Ruiu, Reale Ornamento, Cantatrice di Iside madre del Dio e Cantatrice di Amon sua madre. Nelle iscrizioni viene menzionata Henutneferet indicata, tuttavia, con il titolo di "sua sorella" termine che presso gli antichi egizi poteva indicare sia la sorella sia la moglie.
Il titolare, Kheruef, riuniva in sé i titoli di:
- Scriba reale;
- Governatore;
- Depositario del sigillo reale;
- Primo araldo del re;
- Colui che è efficiente per il suo Horus (ovvero per il re);
- Amministratore;
- Amministratore della Grande Sposa Reale Tye;
- Amministratore della Grande Sposa Reale nei domini di Amon [N 7]

A lui spettò, inoltre, l'incombenza di organizzare e gestire le feste giubilari dell'anno XXX e XXXVII di Amenhotep III; per queste specifiche occasioni Kheruef si fregiò di specifici titoli:
- Governatore del Palazzo;
- Governatore del Palazzo in funzione del Giubileo;
- Servo del re al tempo del suo Giubileo.

La presenza di una statua di Kheruef a Bubasti, nel Delta nilotico, e di graffiti a lui dedicati ad Assuan stanno a dimostrare la necessità che egli, per gli incarichi ricoperti, dovesse viaggiare attraverso tutto il Paese in preparazione delle feste giubilari.

## La tomba
Planimetricamente TT192 è strutturata in cinque aree:
1. un corridoio di accesso, o "vestibolo", attraverso una rampa perfettamente allineata con la cima nota come el-Qurn[N 10] con un'inclinazione di 7°[N 11][N 12];
2. un grande cortile[N 13] che, molto probabilmente[9] avrebbe dovuto essere circondato da 39 colonne. Tale cortile si è, negli anni, trasformato in un disimpegno che consente l'accesso a numerose altre tombe (tra le altre TT191, TT364, TT407);
3. una Prima Sala colonnata con soffitto retto da tre file da dieci pilastri ciascuna. Nell'angolo sud-ovest si apre l'accesso alla parte ipogea del complesso;
4. una Seconda Sala colonnata, che costituisce la cappella funeraria, con andamento perpendicolare alla prima; anche in questo caso, il soffitto è retto da due file di dieci pilastri ciascuna;
5. gli appartamenti funerari sotterranei costituiti da un corridoio in forte pendenza (A) che, dopo due angoli retti, termina in un'anticamera (B) su cui si aprono tre piccoli locali a circa 20 m di profondità, per uno sviluppo di quasi 42 m. Si ritiene che tale dovesse essere un falso appartamento funerario per depistare eventuali profanatori, mentre la vera camera funeraria (D) si sarebbe trovata a ulteriori 8,5 m di profondità, al termine di un corridoio (C) perpendicolare al precedente, lungo circa 34 m.

Come rilevabile dalla planimetria, TT192 si sviluppa su entrambi i lati del grande cortile, in cui si aprono gli accessi ad altre tombe e le sue pertinenze hanno inizio in un'area definita "vestibolo"; qui (1) è rappresentato il defunto e un inno a Ra; un breve corridoio, sulle cui pareti (2) sono rappresentati il faraone Amenhotep III e la Grande sposa reale Tye in atto di offrire libagioni a Ra-Horakhti e a Maat, su un lato, e a Hathor e Atum sull'altro, immette in una piccola sala in cui (3) Amenhotep IV/Akhenaton (?) adora Ra-Horakhti e offre libagioni al padre, Amenhotep III, deificato, e alla madre, la regina Tye; nella scena compare due volte il defunto inginocchiato. Su altra parete (4) testo indirizzato da Amenhotep IV/Akhenaton (?) agli dei dell'oltretomba e il defunto in adorazione con inno a Ra. Il passaggio si conclude in un corridoio trasversale (su cui si aprono gli accessi ad altre tombe (TT194, TT195, TT196 e TT189) che si apre sul cortile.
Sul lato opposto del cortile (lato ovest) un portico, sorretto da pilastri, prosegue lo sviluppo della TT192. Sulla facciata del portico: (5/nero) su due registri sovrapposti scene di feste Heb-Sed; in due scene, Amenhotep III e Tye (?) su una barca trainata da preti mentre alcune donne acclamano dalla riva; poco oltre gli stessi sovrani lasciano il palazzo preceduti da preti con stendardi, otto principesse con vasi, danzatrici precedute da babbuini, uccelli in volo e vitelli. In basso, preti, di cui uno mascherato, danzatrici, musicisti e cantanti. Seguono (6) scene del defunto (?) premiato, con testo datato al XXX anno di Amenhotep III che, con Tye e Hathor si trova sotto un padiglione; oltre una porta che dà accesso a una corte colonnata, (8) il defunto, con testi della festa Heb-sed dell'anno XXXVI di Amenhotep III, seguito da attendenti offre vasi e collari al re e a Tye mentre una sfinge femmina calpesta prigioniere e altre prigioniere legate, siriane e nubiane, sono rappresentate sul trono della regina unitamente ai Nove Archi. In una scena sottostante, il defunto è rappresentato otto ufficiali. Poco oltre (7), su due registri, Amenhotep III e Tye seguiti da sedici principesse con sistri e cerimonie di innalzamento di un pilastro Djed; due file di danzatori e cantanti con inni a Ptah, portatori di offerte, cantatrici con tamburini e nacchere e danzatrici provenienti dalle oasi; seguono alcuni uomini che danzano con gambi di papiro. In scene minori, barche che recano provviste, macellai e bestiame.
Un breve corridoio, sulle cui pareti (9) Amenhotep IV/Akhenaton e Tye adorano divinità e testi di offertorio con inni a Ra, immette in una corte colonnata in cui, nell'angolo sud-est, si apre la TT407. Nella corte colonnata (10) la parte inferiore di una statua di personaggio seduto con i nomi dei genitori del defunto. Un corridoio adduce a una seconda corte colonnata; qui, sulle pareti, graffiti in ieratico di tale Khaemopet, figlio di Ashakhet, e graffiti di altri scribi.
È importante notare che, nonostante il livello politico del titolare, o forse a causa di questo ritenuto un "uomo forte" del regno precedente, nonostante le imponenti dimensioni dell'intero complesso e le decorazioni comunque esistenti, questo non venne mai ultimato e anzi venne abbandonato Nella prima sala colonnata, proprio nell'angolo sud-ovest, ove si apre l'accesso alle aree sotterranee, il soffitto crollò causando il crollo anche di alcune delle colonne e rendendo inutilizzabile l'appartamento ipogeo; altri crolli interessarono aree del cortile orientale causando l'accumulo di grandi quantità di detriti che, tuttavia, ebbero archeologicamente il merito di preservare i dipinti parietali della zona. Benché tale sia una delle ipotesi per giustificare l'abbandono, non si possono tuttavia escludere motivi di carattere politico considerando il passaggio da Amenhotep III al figlio, quarto Amenhotep, che varierà il suo nome in quello di Akhenaton. Ciò potrebbe peraltro essere confermato, in funzione della scelta di Aton come dio dinastico, dall'opera di abrasione del nome di Amon, operato anche in TT192, almeno nelle parti raggiungibili; a tale damnatio memoriae non sfuggì, il nome stesso del titolare di TT192 e le sue immagini che vennero a loro volta abrase in ogni punto in cui era raggiungibile nonostante i crolli.

### Annotazioni
1. ↑  La numerazione dei locali e delle pareti segue quella di Porter e Moss 1927, p. 296.
2. ↑  La prima numerazione delle tombe, dalla numero 1 alla 252, risale al 1913 con l'edizione del "Topographical Catalogue of the Private Tombs of Thebes" di Alan Gardiner e Arthur Weigall. Le tombe erano numerate in ordine di scoperta e non geografico; ugualmente in ordine cronologico di scoperta sono le tombe dalla 253 in poi.
3. ↑  I campi della Duat, ovvero l'aldilà egizio, si trovavano, secondo le credenze, proprio sulla riva occidentale del grande fiume.
4. ↑  Nella sua epoca di utilizzo, l'area era nota come "Quella di fronte al suo Signore" (con riferimento alla riva orientale, dove si trovavano le strutture dei Palazzi di residenza dei re e i templi dei principali dei) o, più semplicemente, "Occidente di Tebe".
5. ↑  le Tombe dei Nobili, benché raggruppate in un'unica area, sono di fatto distribuite su più necropoli distinte.
6. ↑  Le note, sovente di inquadramento topografico della tomba, sono tratte dal "Topographical Catalogue" di Gardiner e Weigall, ed. 1913 e fanno perciò riferimento alla situazione dell'epoca.
7. ↑  Il titolo implica uno stretto legame tra Kheruef e il tempio di Amon e il suo clero il che potrebbe giustificare il successivo stato di disgrazia durante il regno di Amenhotep IV/Akhenaton.
8. ↑  Un'iscrizione biografica nella TT192 lo indica come: "Il Principe, il Governatore, il grande compagno ai piedi del trono del re, eccellente suo confidente, il favorito di Horus nella sua casa, egli che il re ha elevato al di sopra degli altri, che soddisfa il Signore delle Due Terre, lo Scriba reale e l'Amministratore della Grande Sposa Reale Tye, Kheruef [...]".
9. ↑  Il complesso funerario di Kheruef venne studiato e rilevato nel 1885 da Adolf Erman; seguirono Alan Gardiner e Nina de Garis Davies nel 1923; fu poi la volta di Ahmed Fakry nel 1943, ed ognuno di questi fu costretto a ripetere le operazioni di svuotamento dei locali. Solo nel 1950-1960 Labib Habachi, per conto del Epigraphic Survey of the University of Chicago, effettuò rilievi completi mettendo in sicurezza il monumento e pubblicando gli esiti nel 1978-1980.
10. ↑  Anticamente nota come Ta-Dehent, che significa la Cima (altezza 420 m circa), a el-Qurn era associato il culto della dea Mertseger patrona degli artigiani e operai del villaggio di Deir el-Medina.
11. ↑  La rampa, per imponenza e per la stessa inclinazione (quella del tempio di Karnak è di 7,5°) ricorda quella di un tempio, cosa che viene confermata, peraltro, dalla struttura planimetrica complessiva e dagli ambienti ipogei.
12. ↑  A TT192 si accede, inoltre, dall'annesso alla TT189.
13. ↑  Il cortile si trova a un livello più basso rispetto al piano di campagna; si tratta di una particolarità non usuale per le tombe della XVIII dinastia, riscontrabile solo, in quest'area, nelle tombe TT55, TT57, TT102.
14. ↑  L'iconografia dei “Nove Archi” è molto antica: il primo esempio noto si trova sul piedistallo di una statua di Djoser (oggi a Saqqara) in cui sono raffigurati nove archi, appunto, posti sotto i piedi del sovrano. Tale raffigurazione, solo iconografica e senza alcuna denominazione, verrà ripetuta fino al regno di Amenhotep III. Si tratta, tuttavia, di una denominazione "mobile" nel senso che i "Nove Archi" variano nel tempo ed ecco che, sotto Ramses II, ad esempio, fanno la loro apparizione nell'elenco Hittiti, Shasu, Sangar (Babilonia), Naharin etc., ma restano costanti gli Haw-Nebwt (in cui qualcuno ha voluto vedere gli Egei), i Tjekhenw (i Libici) e i Sekhetyw (gli Oasiti).
15. ↑  Altri crolli sono comunque intervenuti, nel corso dei millenni, causati da infiltrazioni d'acqua o da terremoti.
16. ↑  È proprio grazie a tali crolli che si è salvata l'unica immagine di Kheruef alla base di un dipinto in cui sono rappresentati i sovrani Amenhotep III e Amenhotep IV/Akhenaton.
17. ↑  È interessante notare che solo il nome di Amon subì tale cancellazione, ma non quello di altri dei, mentre subì cancellazione il plurale della parola "dio".

### Fonti
1. 1 2 3  Porter e Moss 1927,  p. 298.
2. ↑  Gardiner e Weigall 1913.
3. ↑  Donadoni 1999,  p. 115.
4. ↑  Gardiner e Weigall 1913, p. 32.
5. ↑  Gardiner e Weigall 1913, pp. 32-33.
6. ↑  Gardiner e Weigall 1913, p. 33.
7. ↑  Fakhry 1943.
8. ↑  Habachi 1958.
9. 1 2 3  Habachi 1980.
10. ↑  Valbelle 1990.
11. ↑  Porter e Moss 1927,  confermata nell'edizione del 1970, pp. 298-300.